# Imbé de Minas
Imbé de Minas är en kommun i Brasilien.   Den ligger i delstaten Minas Gerais, i den sydöstra delen av landet, 800 km sydost om huvudstaden Brasília. Antalet invånare är 6 412.
Omgivningarna runt Imbé de Minas är huvudsakligen savann. Runt Imbé de Minas är det ganska glesbefolkat, med 34 invånare per kvadratkilometer.